# 34034 Shehadeh
34034 Shehadeh este o planetă minoră (asteroid), cu un diametru de 5,713 km, din centura de asteroizi. A fost descoperită pe 23 iulie 2000 la Experimental Test Site⁠(d) de Lincoln Near-Earth Asteroid Research. 
Obiectul prezintă o orbită caracterizată de o semiaxă mare de 2,645311 UAi, o excentricitate de 0,18, o înclinație de 0,88692 ° în raport cu ecliptica.